# لوس تيكيس
لوس تيكيس هي عاصمة ولاية ميرندا،فنزويلا.
من عام 1772 فصاعدًا ، بدأ سكان سان بيدرو دي لوس ألتوس الأسبان في الانتقال إلى قرية كان عدد سكانها 99 نسمة فقط. بعد خمس سنوات ، أسسوا مستوطنتهم الجديدة باسم لوس تيكيس في 21 أكتوبر 1777. اشتق اسم المدينة الجديدة من (Aractoeques Carabs)، وهي قبيلة أصلية سكنت المنطقة ذات يوم. في 13 فبراير 1927 ، تم نقل عاصمة ولاية ميراندا إلى هذه المدينة من بيتاري (قبل أن تكون في بيتاري ، كانت عاصمة ميراندا في أوكوماري ديل توي). 